# باريس تورز 2011
باريس تورز 2011 (بالفرنسية: Paris-Tours 2011)‏ هو سباق دراجات هوائية، وهو الموسم رقم 105 من باريس تورز، وأقيم في 9 أكتوبر 2011 ضمن سباقات طواف أوروبا للدراجات 2010–11.
فاز بالمركز الأول جريج فان أفرمت، وبالمركز الثاني ماركو ماركاتو، وبالمركز الثالث كاسبر كلوستيرجارد.

## الفائزون
| الترتيب | الفائز            |
| ------- | ----------------- |
| الفائز  | جريج فان أفرمت    |
| الثاني  | ماركو ماركاتو     |
| الثالث  | كاسبر كلوستيرجارد |